# Baiwu
Baiwu är en socken i Kina. Den ligger i provinsen Sichuan, i den sydvästra delen av landet, omkring 420 kilometer sydväst om provinshuvudstaden Chengdu. Antalet invånare är 16 692. Befolkningen består av 8 102 kvinnor och 8 590 män. Barn under 15 år utgör 33 %, vuxna 15-64 år 60 %, och äldre över 65 år 5,0 %.
Genomsnittlig årsnederbörd är 1 223 millimeter. Den regnigaste månaden är juli, med i genomsnitt 325 mm nederbörd, och den torraste är januari, med 2 mm nederbörd.